# Kenneth Van Goethem
Kenneth Van Goethem, né le 13 février 1984 à Aarschot, est un footballeur belge.

## Biographie
Il a été défenseur au KRC Genk, au FC Malines avant de venir au OH Louvain en juillet 2010. En juillet 2016, il quitte le monde professionnel et rejoint le SC Aarschot, en deuxième provinciale.

## Palmarès
- 1 fois champion de Belgique de Division 2 en 2011 avec Oud-Heverlee Louvain